# Hato El Cedral
El Hato El Cedral es un importante centro turístico, ecológico, histórico y ganadero localizado en la Parroquia Mantecal del Municipio Muñoz del Estado Apure, al suroeste de Venezuela, en la región de Los Llanos (Norte de América del Sur) y a unos 700 kilómetros al sur de la capital venezolana, Caracas y cerca de la localidad de El Mantecal. El espacio destaca por su gran variedad de especies animales y su flora y actividades económicas como la ganadería y el Ecoturismo. Es considerado uno de los Santuarios de vida silvestre más importantes de la región. Debe su nombre a una de las especies de árboles que dan sombra a los visitantes, El Cedral.

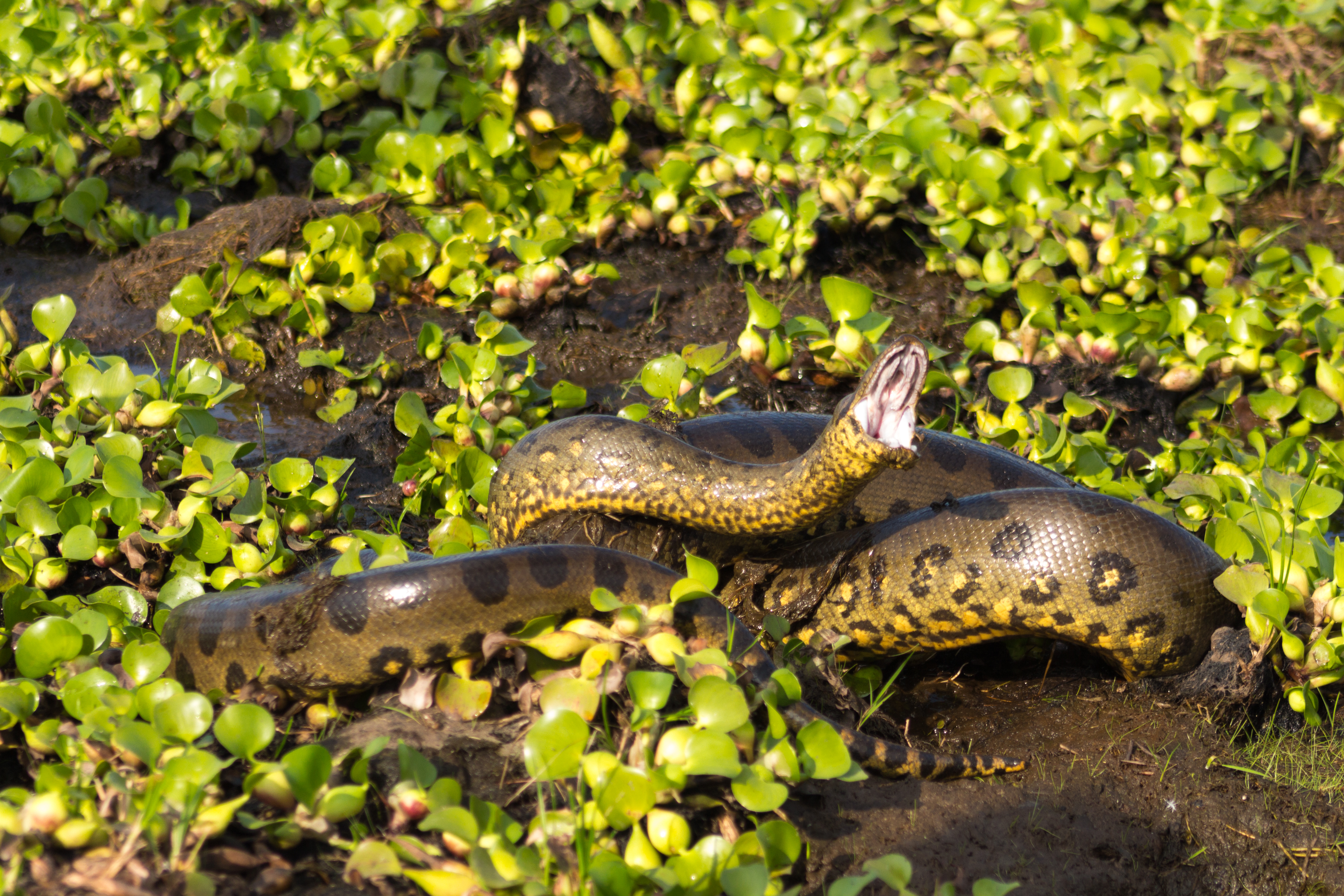
Anaconda (Eunectes murinus) en el Hato El Cedral

## Historia
La región fue colonizada por los españoles quienes establecieron un pequeño pueblo fundado con el nombre de San Miguel de Mantecal de Caicara, probablemente en algún momento entre 1785 y 1788. Algunas fuentes indican que el área perteneció en 1816, al Capitán Pablo Ponte quien en la guerra de independencia de Venezuela contra España se unió a los tropas patriotas del General José Antonio Páez. 
El Hato fue utilizado para la ganadería desde el siglo XIX cambiando de dueños en varias ocasiones. Se cree que en esta hacienda se inspiro parcialmente el escritor venezolano Rómulo Gallegos para escribir su novela Doña Bárbara en 1929 cuando el lugar era llamado Hato La Trinidad de Arauca.
El espacio no fue abierto el público sino hasta noviembre de 1987 cuando fue comprado por la Confederación Venezolana de Ganaderos. Permaneció en manos privadas por décadas siendo protegido parcialmente en sectores como el  Santuario de Fauna de Matiyure convirtiéndose en un área importante para la observación de animales exóticos y de aves.
Debido a su importancia para diversas especies de animales, por su fauna y relevancia histórica el espacio fue comprado por el estado venezolano en 2008, quien protege el área, permitiendo concesiones a grupos turísticos privados.

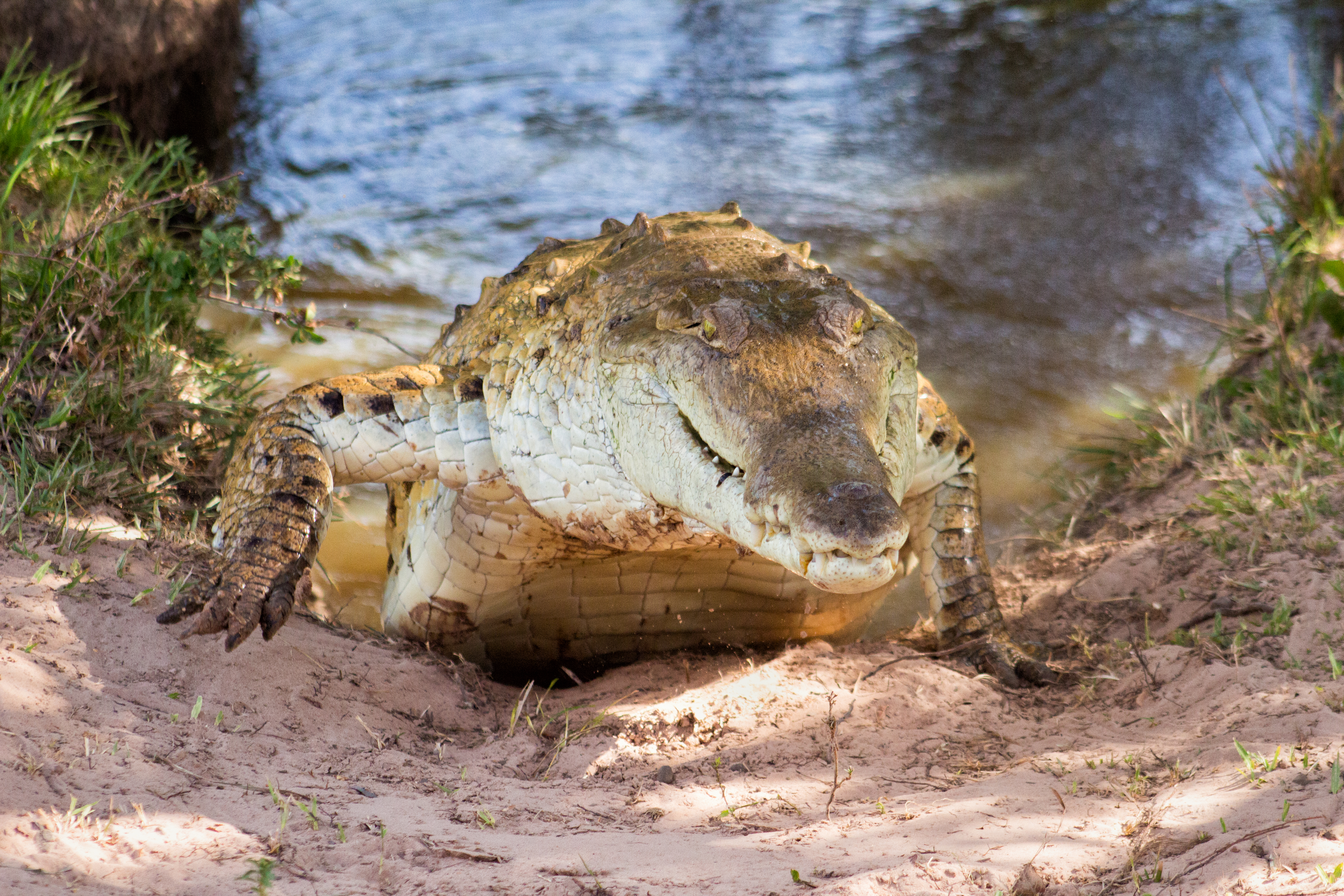
Cocodrilo del Orinoco (Crocodylus intermedius)

## Geografía
En el sector caracterizado por un gran extensión de terrenos planos llamados "llanos" con un gran cantidad de ríos (los principales son el Caicara, Orichuna y Matiyure) y riachuelos y áreas inundables y posee unas 53.000 hectáreas (equivalentes a unos 530 kilómetros cuadrados) donde existen campamentos turísticos, instalaciones para recibir visitantes y miradores para la observación de la fauna local.
Es conocido por actividades exóticas como la alimentación de Caimanes, paseos en bote y la posibilidad de entrar en contacto con especies muy conocidas de serpiente como la Anaconda, la más grande en su tipo en Venezuela, además de poder contemplar otros animales emblemáticos como el Chigüire (capibara) que son los roedores más grandes del mundo o los monos araguatos. Solo en cuanto a aves se han reconocido al menos 347 especies diferentes (en 2004 se identificaron 89 especies de mamíferos, 347 de aves, 62 de reptiles y 22 de anfibios).

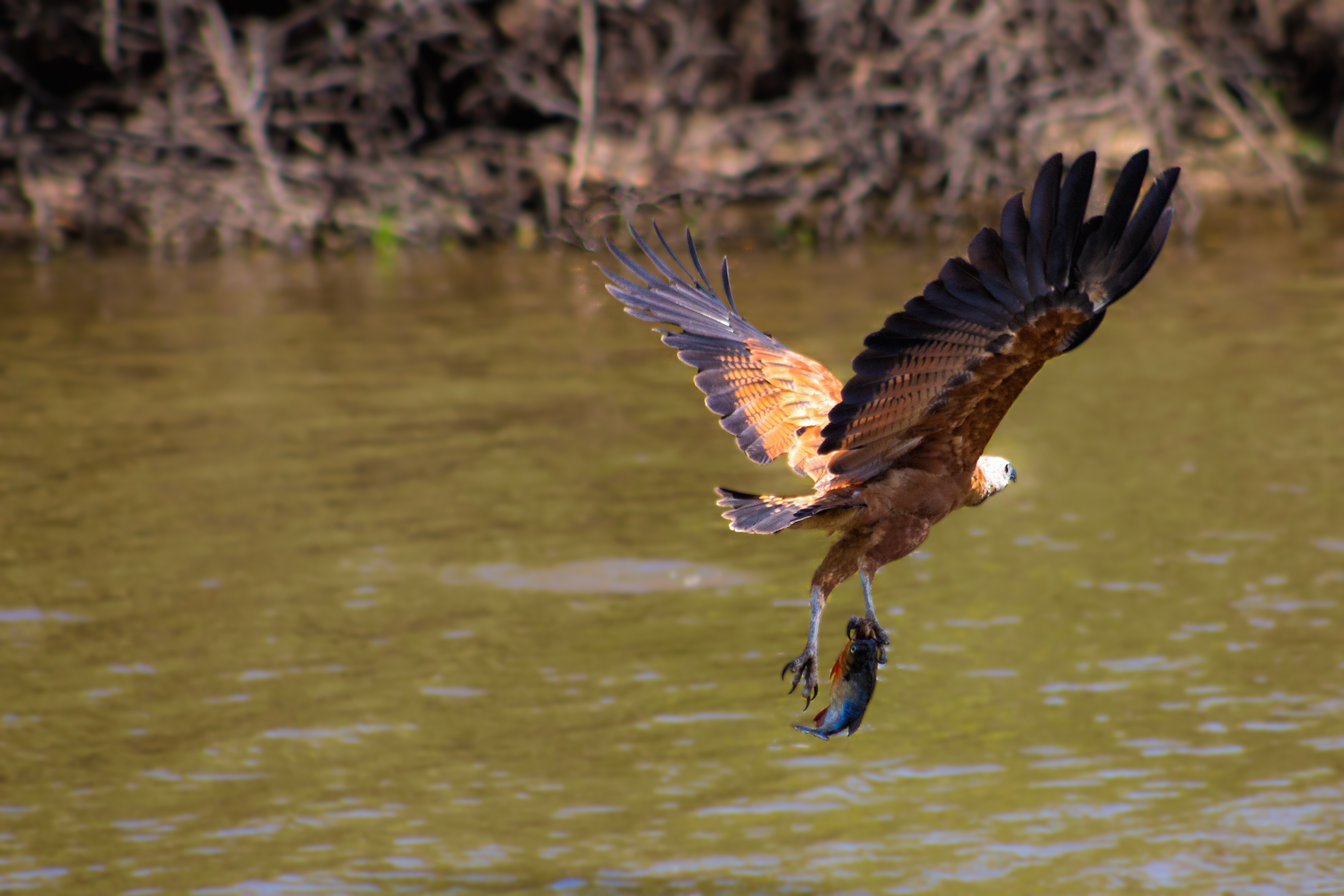
Gavilán Colorado (Busarellus nigricollis) en el Hato El Cedral

La observación de animales se realiza en 2 épocas muy diferentes del año ya que en el país existe una temporada de lluvias y una de sequía siendo esta última la ideal para realizar mejores avistamientos de animales.
El lugar es popular por la diversidad de actividades, paseos a caballo, exploración nocturna con guías para ver osos hormigueros y zorros entre muchas otras. Junto con el Parque nacional Santos Luzardo y el Parque nacional Río Viejo-San Camilo constituye una de las áreas turísticas más importante del Estado Apure.

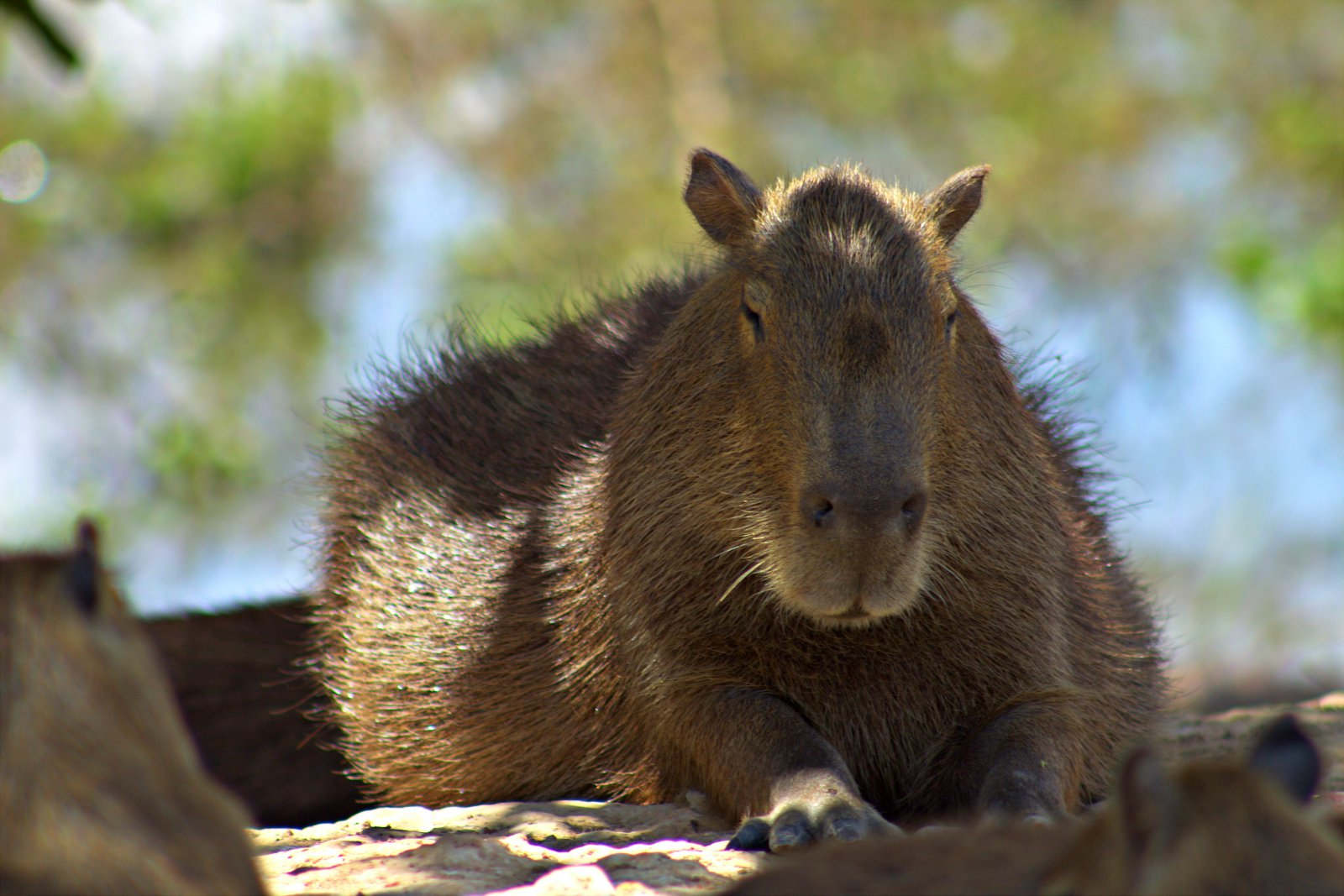
Capybara o Chigüire (Hydrochoerus hydrochaeris) uno de los roedores más emblemáticos de Venezuela

La gestión del Hato ha emprendido diversas iniciativas para la conservación y manejo de la fauna silvestre que es única en Venezuela.